# Trò chơi mạng xã hội
Trò chơi mạng xã hội là một loại trò chơi trực tuyến được chơi thông qua các mạng xã hội. Đặc điểm chính của những trò chơi loại này là cơ chế nhiều người chơi và lối chơi không đồng bộ. Trò chơi mạng xã hội thường được thiết kế như một webgame, nhưng cũng có thể thiết kế để chơi trên những nền tảng khác, như điện thoại di động. Mặc dù giống nhau về nhiều mặt so với video game thông thường, trò chơi mạng xã hội thường có những yếu tố bổ sung khiến chúng trở nên khác biệt. Theo truyền thống, chúng được định hướng theo hình thức trò chơi phổ thông.
Trò chơi mạng xã hội đa nền tảng "Facebook-to-Mobile" (từ Facebook sang di động) đầu tiên được phát triển vào năm 2011 bởi công ty Phần Lan Star Arcade. Trò chơi mạng xã hội nằm trong số những game được chơi nhiều nhất trên thế giới, với một số trò có đến hàng chục triệu người chơi. (Lil) Green Patch, Happy Farm, Farm Town, YoVille và  Mob Wars là một vài trò chơi tên tuổi đầu tiên thuộc loại trò chơi này. FarmVille, Mafia Wars, FrontierVille, CityVille, Gardens of Time, Kantai Collection và The Sims Social là điển hình của những trò chơi phổ biến gần đây.
Một số công ty lớn phát triển hoặc phát hành trò chơi mạng xã hội có thể kể đến như Zynga, Wooga, Bigpoint Games, Gameforge, Goodgame Studios, MegaZebra, 5 Minutes, Playfish, Plinga, Playdom, Kabam, Crowdstar, RockYou và Booyah.